# KidZcity
KidZcity is een overdekt pretpark in Utrecht, ook wel een indoor attractiepark genoemd. Hier kunnen kinderen tot 12 jaar klimmen, glijden, rennen en springen. Er zijn verschillende attracties waaronder draaimolens, lasergame en botsauto's. 

## Attracties
- familieglijbaan met 6 banen
- carrousel met paardjes
- draaimolen met luchtballonnen
- een speelkasteel met glijbanen en klimnetten
- ballenbak met 15000 zachte ballen en luchtdrukkanonnen ("The Timekeeper")
- klimdoolhof
- botsauto's
- safaritrein
- een speciaal peutergedeelte (de Pamperhoek)
- de StarWars Lasergame
- Circustheater met optredens van verschillend clowns en artiesten
- Digitale vis ontwerpen (ViZcity)

## Trivia
Op 18 april 2008 woedde er een grote brand in KidZcity. Hoewel er publiek aanwezig was op het moment dat de brand uitbrak zijn er geen bezoekers gewond geraakt. KidZcity werd gerenoveerd en sinds de herfstvakantie van 2008 is het weer geopend.